# 威廉·H·G·菲茨杰拉德网球中心
威廉·H·G·菲茨杰拉德网球中心（William H.G. FitzGerald Tennis Center）是一个位于美国华盛顿特区岩溪公园的网球场馆。它以威廉·H·G·菲茨杰拉德的名字命名，他是一位常驻华盛顿的私人投资者，积极参与慈善事业，并曾担任美国驻爱尔兰大使。
该中心拥有15片硬地球场和10片红土球场。此外，还有五片带供暖设施的室内球场，可在冬季使用。主体育场可容纳7500名观众，其中包括31个带空调的包厢。该中心是华盛顿公开赛的主场，这是一项年度ATP巡回赛和WTA巡回赛的男女合办网球赛事。

## 图集

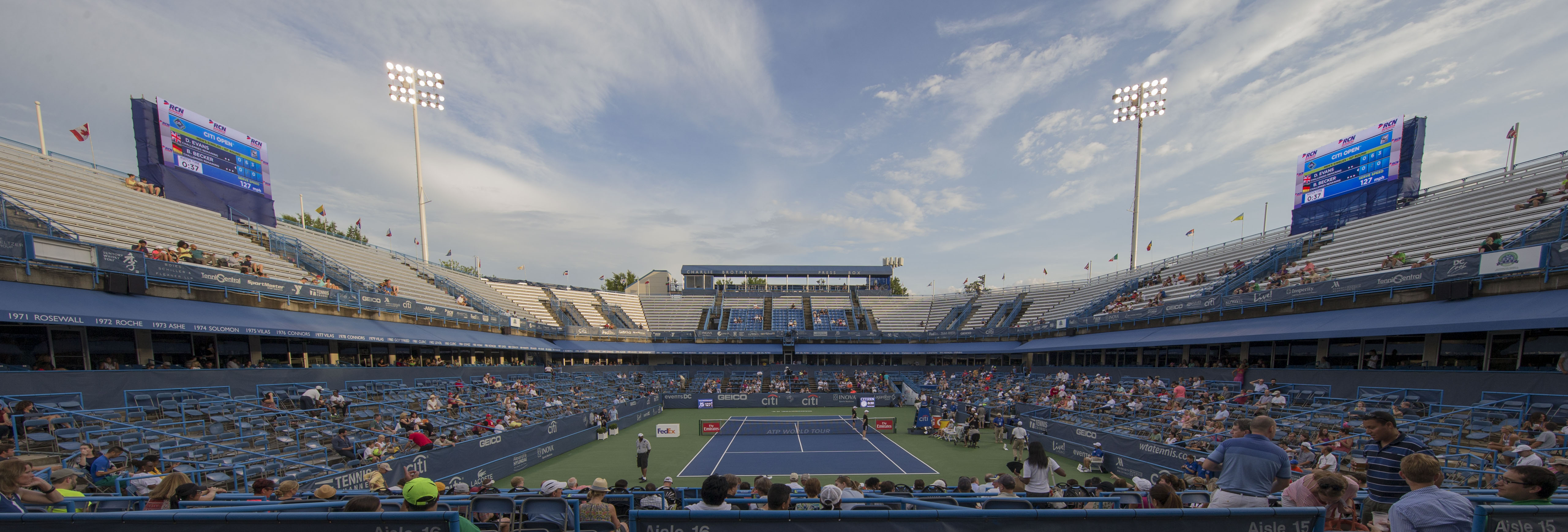
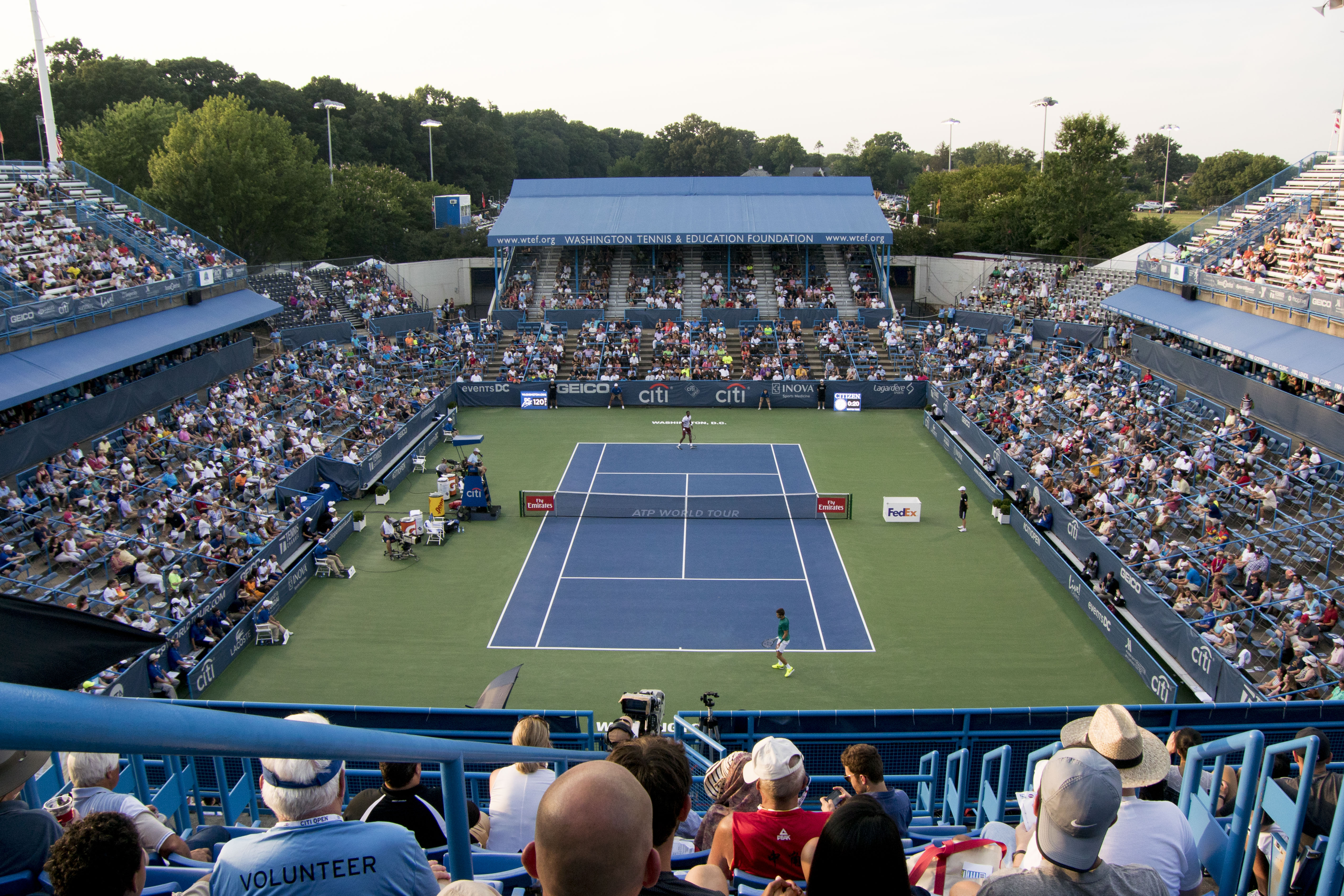
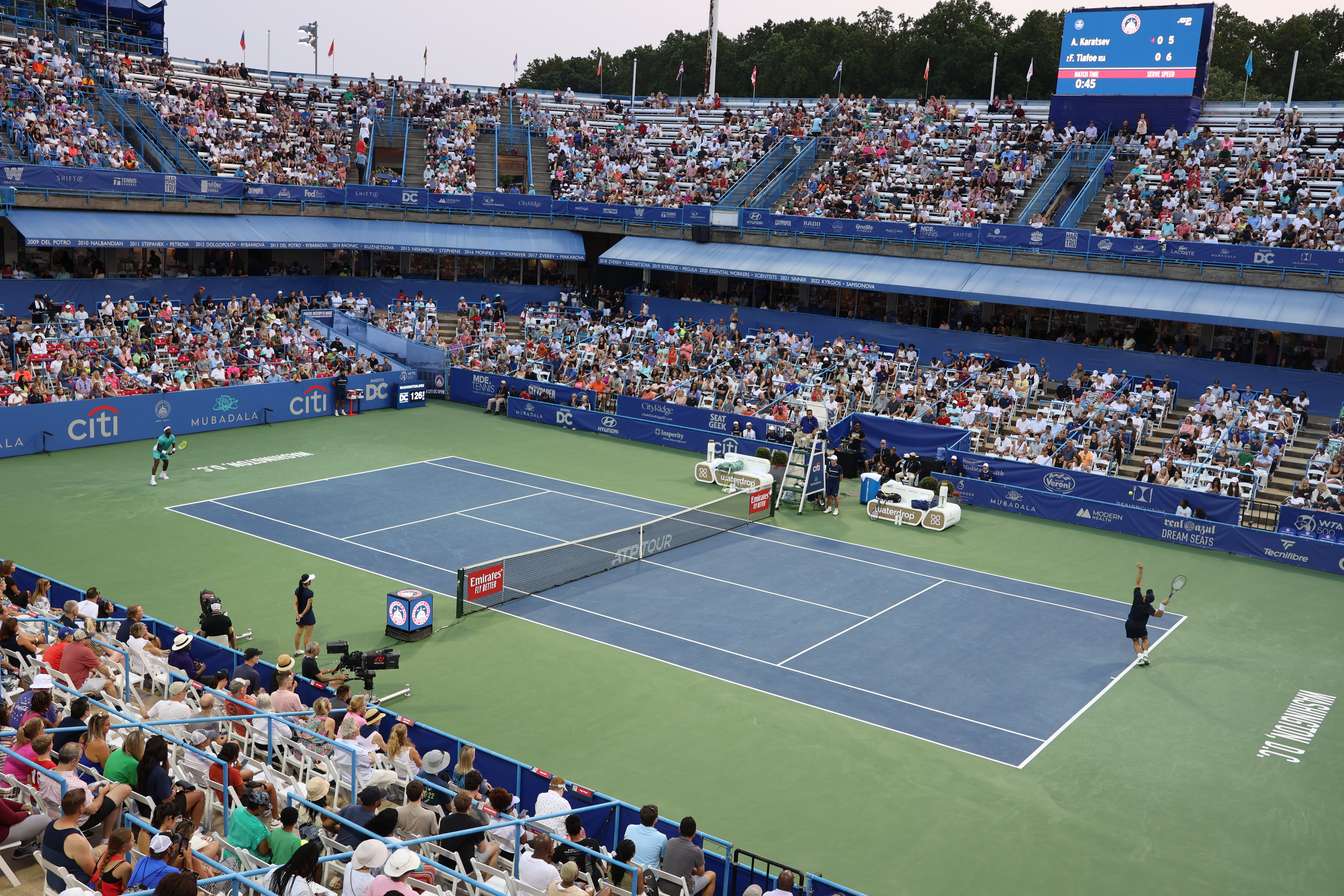
阿斯兰·卡拉采夫与弗朗西斯·蒂亚福在2023年华盛顿公开赛体育场内比赛
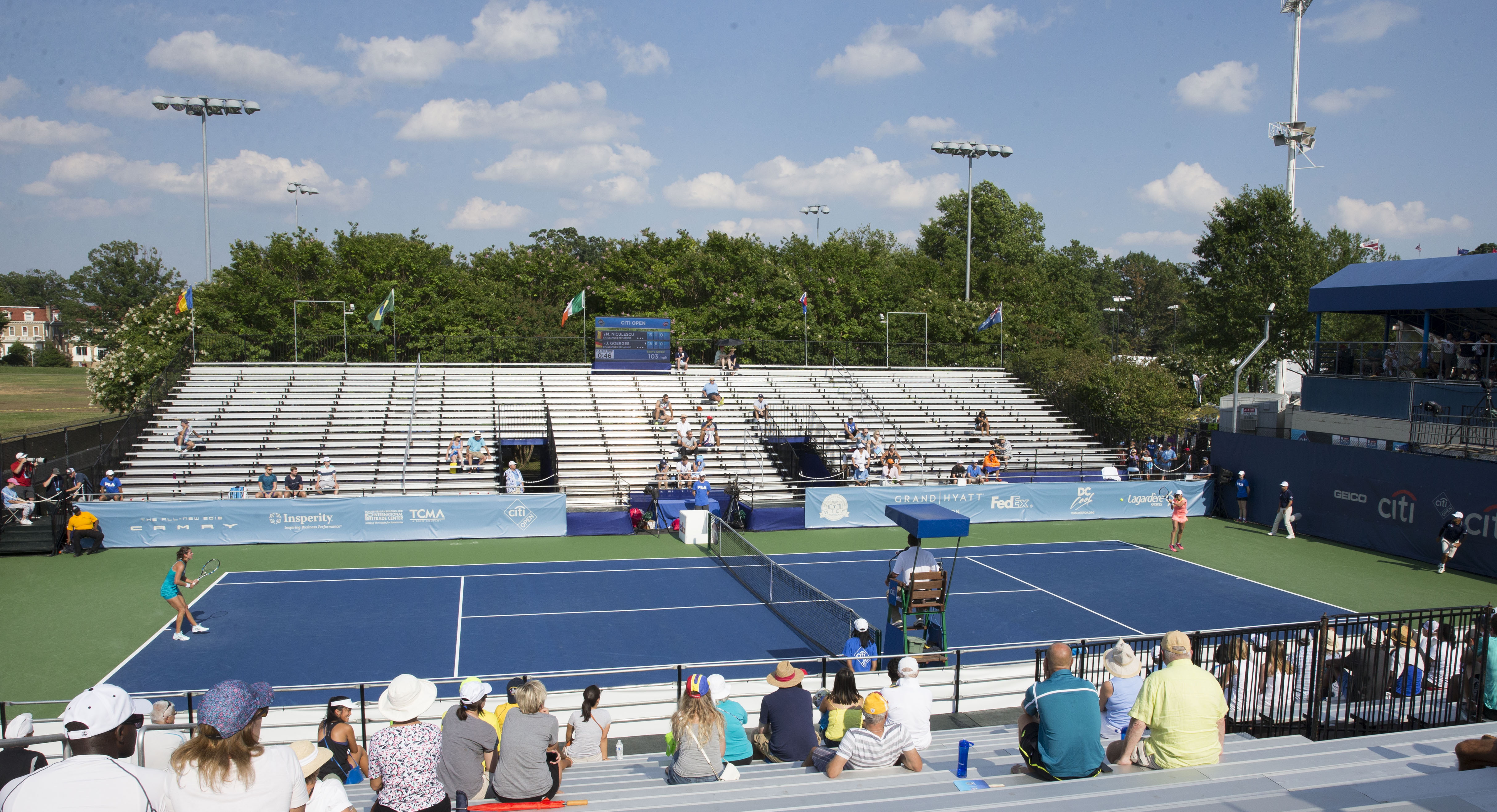
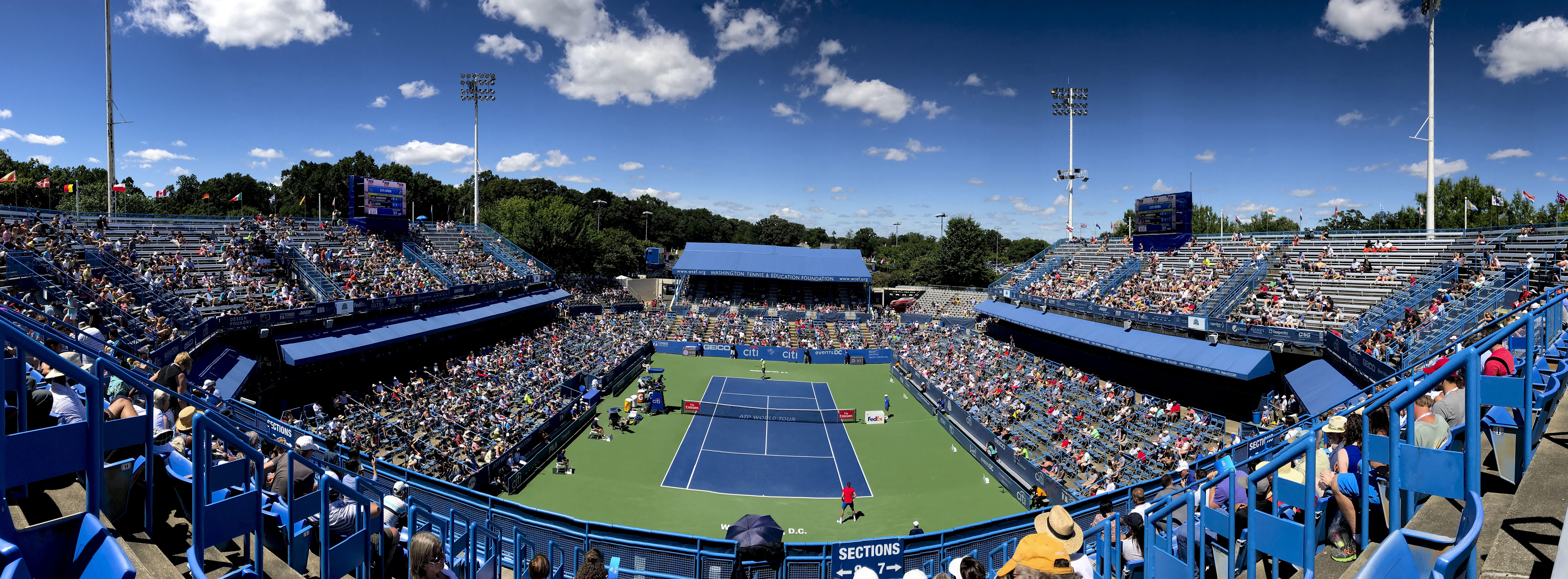
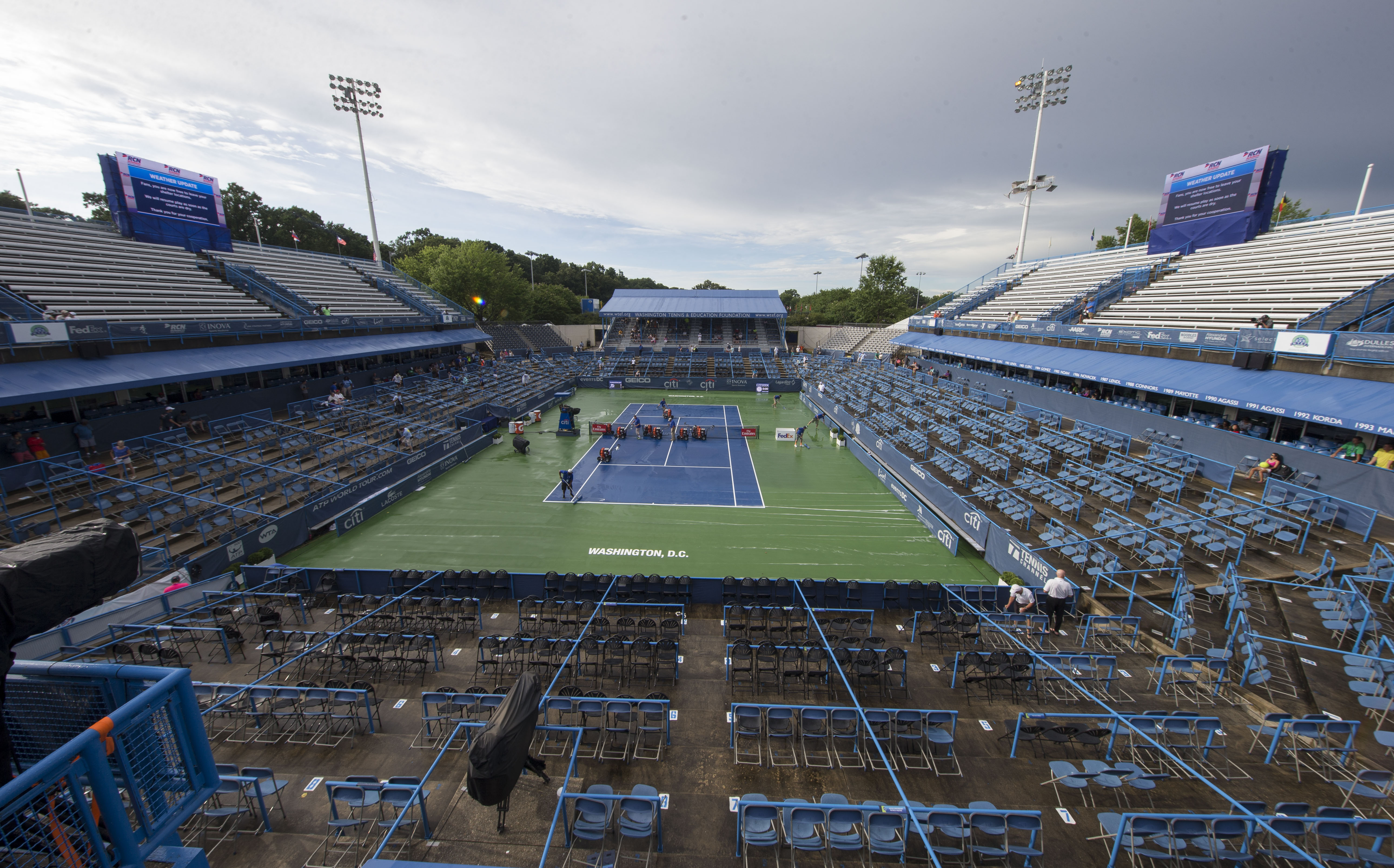
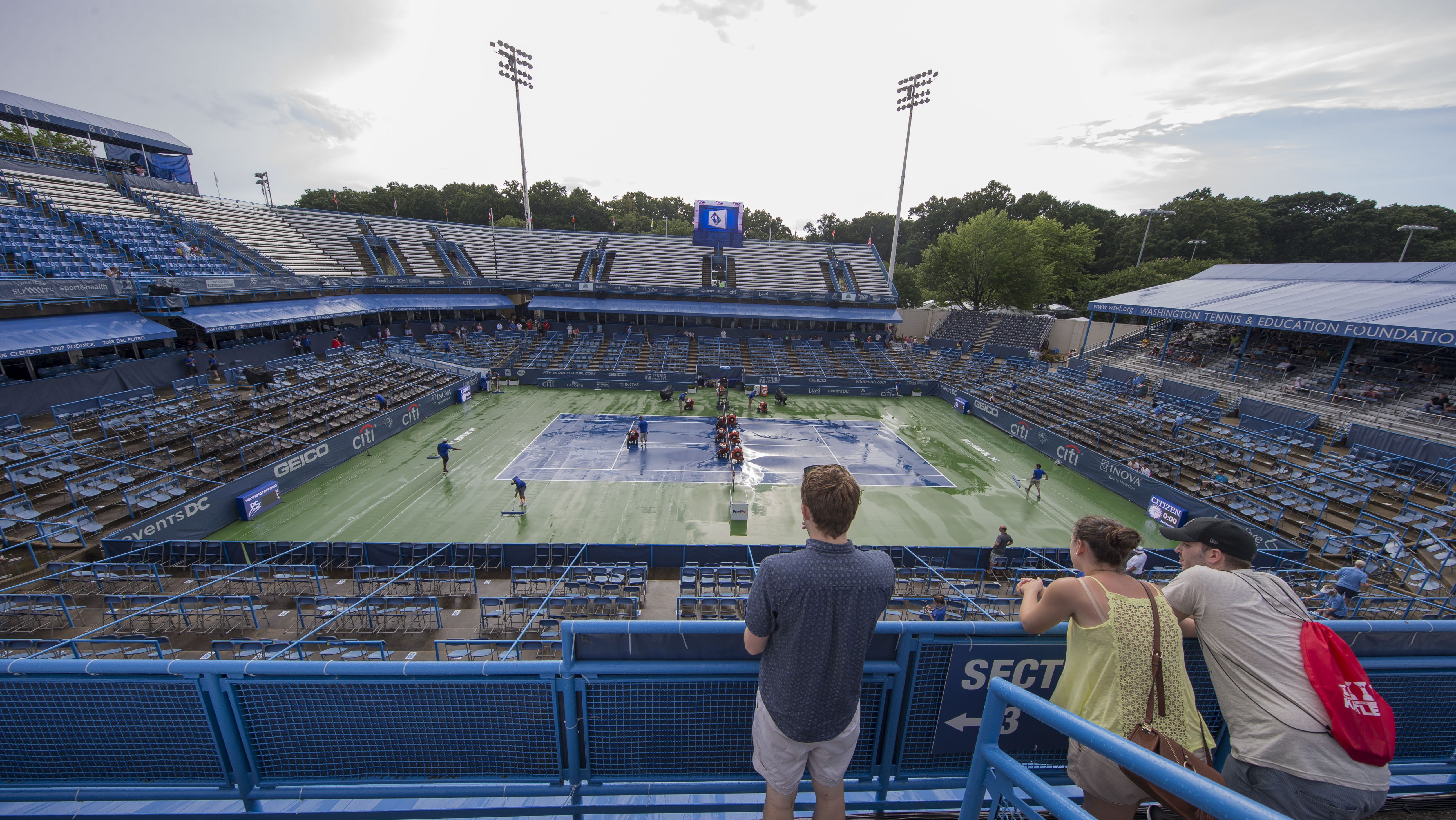
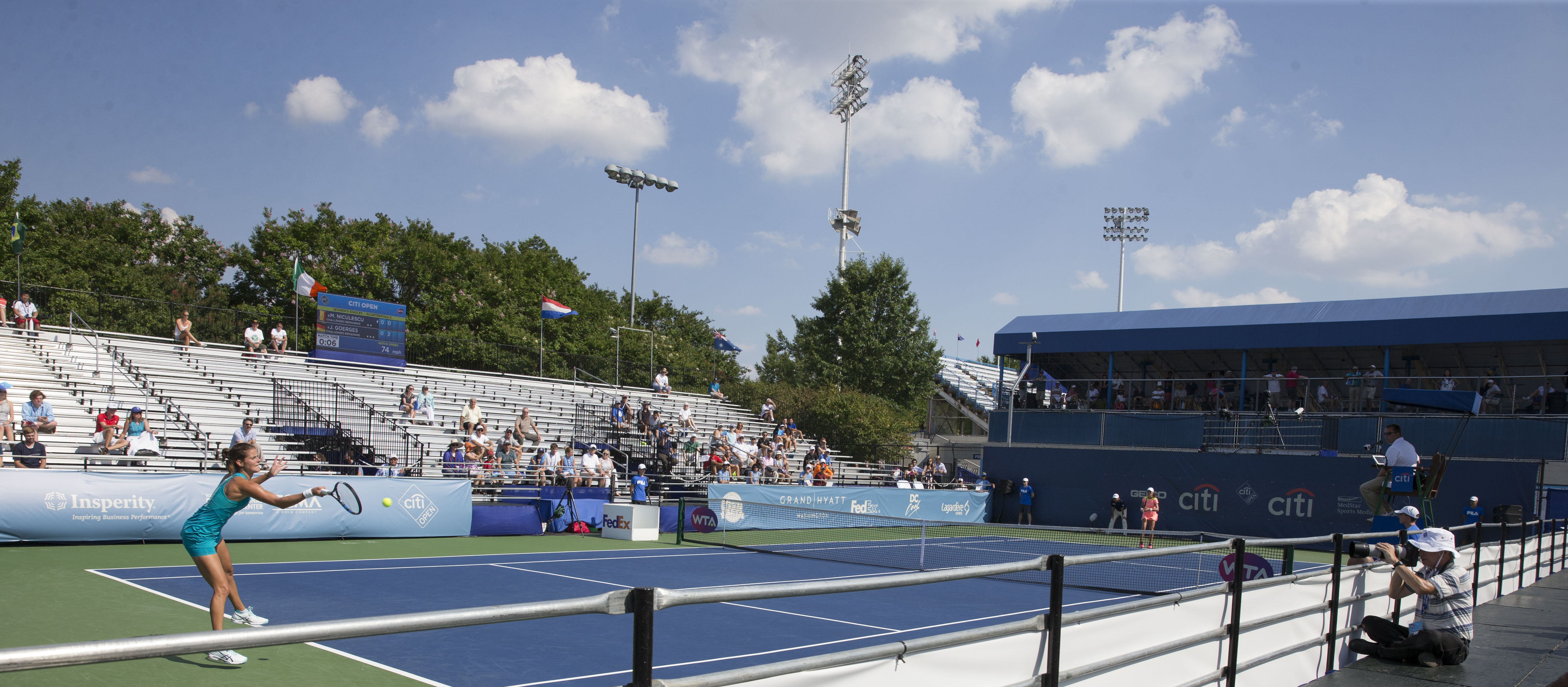
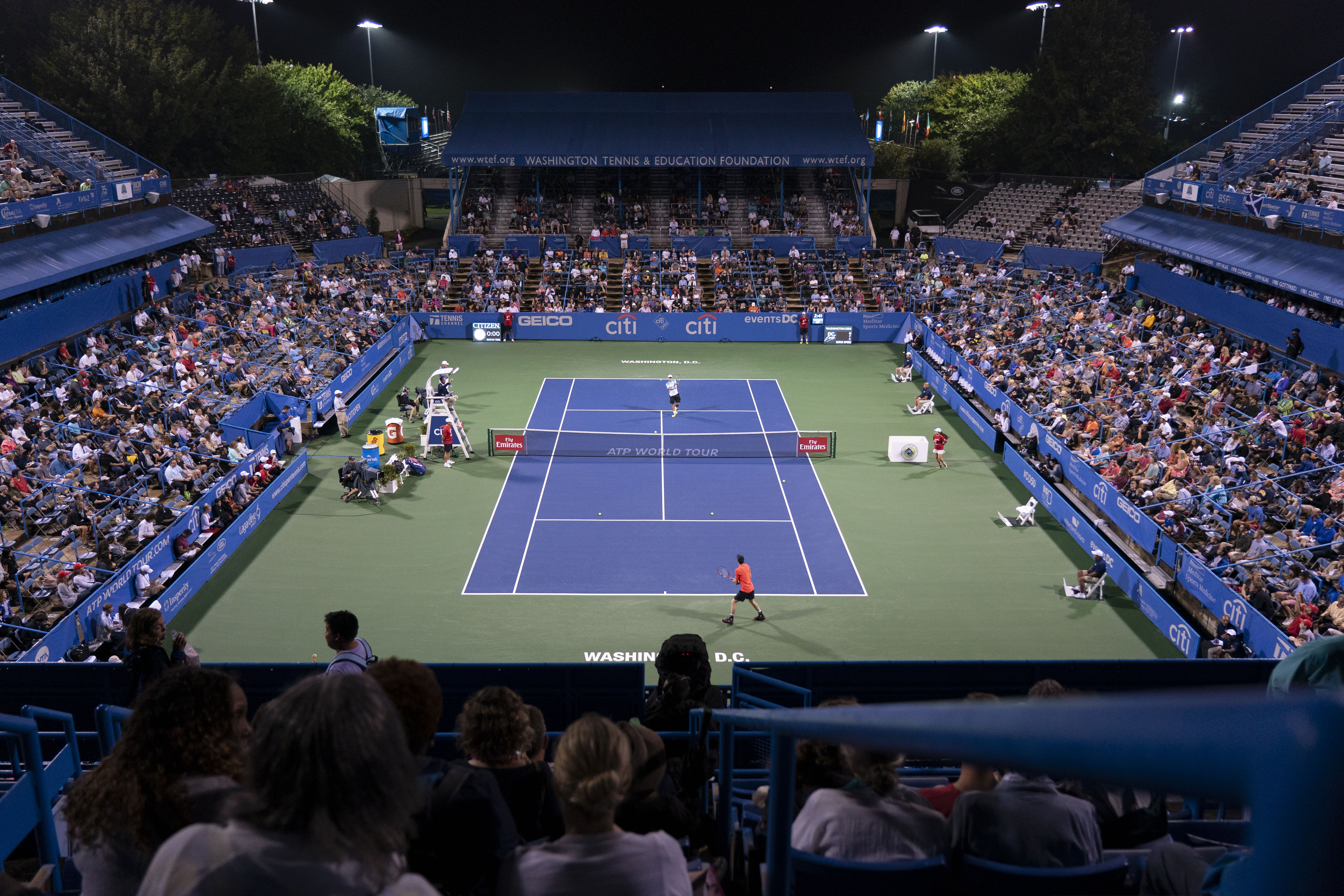